# Torreta de Guardamar
Der Torreta de Guardamar ist ein Sendemast der Spanischen Marine, erbaut von der US Navy. Er steht in der Nähe von Guardamar del Segura. Er ist mit einer Höhe von 370 Metern nicht nur das höchste militärisch genutzte Bauwerk Europas, sondern auch das höchste Bauwerk auf der iberischen Halbinsel und das zweithöchste Bauwerk in der EU.
Der 1962 errichtete Torreta de Guardamar ist ein gegen Erde isolierter, abgespannter Stahlfachwerkmast mit dreieckigem Querschnitt, der eine Schirmantenne für Längstwellenfunk darstellt und zur Übermittlung von Meldungen an getauchte U-Boote dient.
Der Sender, der den Torreta de Guardamar als Sendeantenne benutzt, wird seit der Inbetriebnahme von der US Naval Communication Station in Rota ferngesteuert betrieben. Im Unterschied zu anderen Längstwellensendern, wie DHO38 in West-Rhauderfehn hat die Anlage anscheinend keine feste von der ITU zugeteilte Sendefrequenz und auch kein Rufzeichen.

## Belege
1. 1 2  What is Torreta de Guardamar? Abgerufen am 9. August 2019 (englisch).
2. ↑  Torreta de Guardamar, Guardamar del Segura | 1221533 | EMPORIS. Abgerufen am 9. August 2019.